# SafeSearch
SafeSearch es una función del motor de búsqueda de Google que actúa como un filtro automatizado para excluir contenido explícito, como pornografía o violencia gráfica.
El 11 de noviembre de 2009, Google introdujo la posibilidad de que los usuarios con cuentas de Google bloqueen el nivel SafeSearch en las búsquedas web y de imágenes de Google. Una vez configurado, se requiere una contraseña para cambiar la configuración. El 12 de diciembre de 2012, Google eliminó la opción de desactivar el filtro por completo, lo que requiere que los usuarios ingresen consultas de búsqueda más específicas para acceder a contenido para adultos. SafeSearch es utilizado a menudo en las computadoras de los centros educativos para evitar que los escolares accedan a contenido pornográfico.

## Eficacia
Un informe del Berkman Klein Center for Internet & Society de la Escuela de Derecho Harvard señaló que SafeSearch excluyó de las listas de resultados de búsqueda varios sitios web reconocidos, como los de la Casa Blanca, la Asociación de Bibliotecas de Estados Unidos y la diseñadora de moda estadounidense Liz Claiborne. Por otro lado, muchas imágenes pornográficas pasan por el filtro, incluso cuando se ingresan términos de búsqueda «inocentes». La inclusión de ciertos términos de búsqueda en una lista negra se ve obstaculizada por homógrafos (por ejemplo, «castor»), la adición de ciertas URL en la lista negra se vuelve inservible debido a las direcciones cambiantes de los sitios pornográficos, y el software para etiquetar imágenes con grandes cantidades de tonos de piel como contenido pornográfico es problemático porque detecta demasiados falsos positivos. La capacidad de Google para filtrar la pornografía ha sido un factor importante en su relación con la República Popular China.